# Бетгаузен (комуна)
Бетгаузен (рум. Bethausen) — комуна у повіті Тіміш в Румунії. До складу комуни входять такі села (дані про населення за 2002 рік):
- Бетгаузен (909 осіб)
- Кладова (533 особи)
- Клічова (479 осіб)
- Кутіна (364 особи)
- Леукушешть (509 осіб)
- Неврінча (239 осіб)

Комуна розташована на відстані 359 км на північний захід від Бухареста, 56 км на схід від Тімішоари.

## Населення
За даними перепису населення 2002 року у комуні проживали 3033 особи.
Національний склад населення комуни:
| Національність | Кількість осіб | Відсоток |
| -------------- | -------------- | -------- |
| румуни         | 2796           | 92,2%    |
| українці       | 152            | 5,0%     |
| угорці         | 62             | 2,0%     |
| німці          | 18             | 0,6%     |
| серби          | 2              | 0,1%     |
| італійці       | 2              | 0,1%     |
| болгари        | 1              | < 0,1%   |

Рідною мовою назвали:
| Мова       | Кількість осіб | Відсоток |
| ---------- | -------------- | -------- |
| румунська  | 2829           | 93,3%    |
| українська | 127            | 4,2%     |
| угорська   | 60             | 2,0%     |
| німецька   | 13             | 0,4%     |
| сербська   | 2              | 0,1%     |
| болгарська | 1              | < 0,1%   |
| італійська | 1              | < 0,1%   |

Склад населення комуни за віросповіданням:
| Релігія            | Кількість осіб | Відсоток |
| ------------------ | -------------- | -------- |
| православні        | 2489           | 82,1%    |
| п'ятдесятники      | 351            | 11,6%    |
| римо-католики      | 95             | 3,1%     |
| баптисти           | 39             | 1,3%     |
| адвентисти         | 28             | 0,9%     |
| реформати          | 10             | 0,3%     |
| греко-католики     | 5              | 0,2%     |
| не релігійні       | 4              | 0,1%     |
| старообрядці       | 3              | 0,1%     |
| атеїсти            | 1              | < 0,1%   |
| не вказали релігію | 3              | 0,1%     |